# Edynburg Haymarket
Edynburg Haymarket – stacja kolejowa w Edynburgu, w Szkocji, położona na zachód od stacji Edynburg Waverley. Stacja ma 3 perony.